# Norvège au Concours Eurovision de la chanson 2015
La Norvège a annoncé en 2014 sa participation au Concours Eurovision de la chanson 2015 à Vienne, en Autriche. Mørland et Debrah Scarlett, représentant la Norvège au Concours Eurovision de la chanson, sont annoncés le 14 mars 2015, à la suite de leur victoire lors de la finale nationale Melodi Grand Prix 2015 avec leur chanson A Monster Like Me.

## Processus de sélection
La sélection se déroule en une soirée et réunit onze artistes. Dans un premier temps, les onze artistes interprètent leur chanson. Au terme de cette première partie, quatre d'entre eux sont qualifiés pour un deuxième tour de vote. Le télévote norvégien désigne alors le vainqueur parmi ces quatre artistes.

### Finale
| Ordre | Artiste                   | Chanson             |
| ----- | ------------------------- | ------------------- |
| 1     | Erlend Bratland           | Thunderstruck       |
| 2     | Raylee                    | Louder              |
| 3     | Tor & Bettan              | All Over the World  |
| 4     | Jenny Langlo              | Next To You         |
| 5     | Ira Konstantinidis        | We Don't Worry      |
| 6     | Contrazt                  | Heaven              |
| 7     | Marie Klåpbakken          | Ta meg tilbake      |
| 8     | Staysman & Lazz           | En godt stekt pizza |
| 9     | Mørland & Debrah Scarlett | A Monster Like Me   |
| 10    | Alexandra Joner           | Cinderella          |
| 11    | Karin Park                | Human Beings        |

#### Super Finale
| Ordre | Artiste                   | Chanson             | Østlandet | Nord-Norge | Midt-Norge | Sørlandet | Vestlandet | Total  | Place |
| ----- | ------------------------- | ------------------- | --------- | ---------- | ---------- | --------- | ---------- | ------ | ----- |
| 1     | Tor & Bettan              | All Over the World  | 19 834    | 5 222      | 4 670      | 5 574     | 8 386      | 43 686 | 4     |
| 2     | Staysman & Lazz           | En godt stekt pizza | 49 068    | 5 392      | 3 595      | 7 010     | 4 134      | 69 199 | 3     |
| 3     | Mørland & Debrah Scarlett | A Monster Like Me   | 47 303    | 7 778      | 7 013      | 17 340    | 9 435      | 88 869 | 1     |
| 4     | Erlend Bratland           | Thunderstruck       | 37 334    | 8 504      | 7 161      | 10 816    | 21 558     | 85 373 | 2     |

## À l'Eurovision
La Norvège participa à la seconde demi-finale, le 21 mai 2015. Le pays y termine 4e avec 123 points et se qualifie donc pour la finale du 23 mai. Lors de celle-ci, la Norvège termine 8e avec 102 points.